# Sistema consuetudinario statunitense

In rosso gli Stati in cui il sistema internazionale non è stato adottato come unico o principale sistema di misurazione: gli Stati Uniti d'America, la Liberia e la Birmania.

Il sistema consuetudinario statunitense (in inglese: United States Customary, acronimo: USC) è un sistema di unità di misura tuttora impiegato negli stati uniti d'America, che si è sviluppato a partire dal sistema imperiale britannico. Tutte le unità consuetudinarie sono state riportate completamente alle unità del Sistema Internazionale: le conversioni tra le unità sono ormai definite e stabili nel tempo.
Dal 1893, la maggioranza delle unità statunitensi è stata già definita in funzione delle unità del Sistema Internazionale, grazie al Mendenhall Order. Queste definizioni vennero poi ridefinite dall'Accordo internazionale della iarda e libbra del 1959.
Storicamente, il sistema britannico era in uso prima dell'indipendenza americana del '700; dopo l'indipendenza, il sistema tecnico americano fu separato dal sistema britannico, a partire dalla revisione del 1824. In questa revisione furono prima di tutto cambiate le definizioni di alcune unità. Pertanto, sebbene la maggior parte delle unità americane sia sostanzialmente molto simile alla controparte britannica, ci sono alcune lievi differenze formali tra i due sistemi.
La popolazione statunitense usa ancora le unità consuetudinarie principalmente nelle attività commerciali, così come nell'uso quotidiano permangono le unità tradizionali. Sul lavoro, in ambiti di scienza, medicina, molti settori dell'industria e alcuni del governo, le persone istruite usano invece già correntemente le unità metriche del sistema internazionale.
In effetti, il principale istituto metrologico americano, il National Institute of Standards and Technology (NIST) adotta e contribuisce significativamente al miglioramento del Sistema Internazionale.

## Storia
Il sistema di unità consuetudinarie negli Stati Uniti è simile al vecchio sistema ufficiale dell'Impero britannico, per ragioni storiche e culturali. Entrambi derivano dal sistema tecnico inglese, che si era evoluto nel corso dei secoli prima dell'indipendenza americana.
Il sistema inglese aveva radici in alcune unità di misura romane e in alcune unità di misura anglosassoni: nel sistema consuetudinario americano sono quindi presenti unità sostanzialmente legate alla civiltà romana e alla cultura dei Germani.
Il sistema consuetudinario è stato sostenuto dall'Istituto Internazionale statunitense per la Conservazione e il Perfezionamento dei pesi e misure alla fine del XIX secolo e i sostenitori del sistema consuetudinario ritenevano il sistema metrico un sistema ateo. All'epoca ci fu chi protestò scrivendo poesie contro il sistema metrico e incitando alla perfezione del pollice e della pinta. Alcuni sostenitori del sistema consuetudinario arrivarono a dire che le unità tradizionali fossero: «un peso giusto e una misura giusta, le uniche accettabili dal Signore».
Il governo degli USA approvò l'Omnibus Trade and Competitiveness Act del 1988, con cui rese il sistema metrico il «sistema di pesi e misure da preferire per il commercio e gli scambi in USA». La legislazione stabilisce che il governo federale ha la responsabilità di assistere l'industria che volontariamente si converte al sistema metrico, processo detto metrificazione, ciò appare particolarmente evidente sulle etichette dei prodotti alimentari, dove le misure del sistema internazionale sono sempre più frequenti accanto alle misure tradizionali. In accordo con il CIA Factbook, gli Stati Uniti sono uno dei soli tre paesi (essendo gli altri Liberia e Birmania) che non hanno ancora adottato il sistema metrico come loro sistema ufficiale di pesi e misure.
Le unità consuetudinarie sono ampiamente usate nei prodotti di consumo e nell'industria manifatturiera, quelle metriche sono lo standard per le scienze, la medicina, così come molti settori dell'industria e del governo, incluse le forze armate. Ci sono molte obiezioni aneddotiche sull'uso dell'unità metriche in carpenteria, in idraulica e nelle costruzioni, sulla base che è più facile ricordare un numero intero con una frazione che una misura in millimetri, o che le misure in pollici/piedi sono più adatte quando le distanze sono frequentemente divise a metà, in tre parti o quattro, spesso contemporaneamente o ancora che il sistema metrico manchi di un equivalente del piede.
Altri paesi hanno avuto delle proprie unità tradizionali, qualche volta molto simili a quelle statunitensi, dal momento che spesso condividono le stesse origini germaniche o romane. Comunque di frequente queste unità designano dimensioni abbastanza diverse. Ad esempio il miglio variava a seconda del paese da metà a cinque volte quello statunitense; piedi e libbre hanno avuto diverse definizioni.

## Unità di lunghezza
| Unità                          | Divisioni               | Equivalente SI |
| ------------------------------ | ----------------------- | -------------- |
| Relazioni esatte in grassetto  |                         |                |
| Internazionale                 |                         |                |
| 1 punto (point, p)             |                         | 352,777778 μm  |
| 1 pica (pc)                    | 12 p                    | 4,233333 mm    |
| 1 pollice (inch, in)           | 6 pc                    | 25,4 mm        |
| 1 piede (foot, ft)             | 12 in                   | 0,3048 m       |
| 1 iarda (yard, yd)             | 3 ft                    | 0,9144 m       |
| 1 miglio (mile, mi)            | 5280 ft o 1760 yd       | 1,609344 km    |
| Unità topografiche (US survey) |                         |                |
| 1 link (li)                    | 33/50 ft o 7,92 in      | 0,2012 m       |
| 1 piede (survey foot, ft)      | 1200/3937 m             | 0,30480061 m   |
| 1 pertica (rod, rd)            | 25 li o 16,5 ft         | 5,02921 m      |
| 1 catena (chain, ch)           | 4 rd o 66 ft            | 20,11684 m     |
| 1 stadio (furlong, fur)        | 10 ch                   | 201,1684 m     |
| 1 miglio (survey mile, mi)     | 8 fur                   | 1,609347 km    |
| 1 lega (league, lea)           | 3 mi                    | 4,828042 km    |
| Nautica internazionale         |                         |                |
| 1 braccio (fathom, ftm)        | 2 yd                    | 1,8288 m       |
| 1 cable (cb)                   | 120 ftm o 1,091 furlong | 219,456 m      |
| 1 miglio nautico (NM o nmi)    | 8,439 cb o 1,151 mi     | 1,852 km       |

Per le misure di lunghezza, il sistema consuetudinario statunitense usa il pollice, il piede, la iarda e il miglio, che sono le uniche quattro misure di lunghezza consuetudinarie di uso quotidiano. Dal 1º luglio 1959, esse sono state definite a partire dall'equivalenza 1 yr = 0,9144 m tranne che per le unità topografiche (survey foot e survey mile). Gli Stati Uniti, il Regno Unito e altri paesi del Commonwealth si accordarono con questa definizione, perciò è detta misura internazionale.
Quando è stata introdotta la misura internazionale nei paesi di lingua inglese, il datum geodetico per il Nord America era il NAD27, che era stato costruito con una triangolazione basata sulla definizione del piede contenuta nel Mendenhall Order del 1893, che poneva 1 ft = 1200/3937 m: tale definizione è stata mantenuta per i dati derivati dal NAD27, rinominando il piede come piede topografico statunitense (US survey foot, indicato qui ftUS) per distinguerlo dal piede internazionale (indicato qui ftIT). Nella maggior parte dei casi la differenza è insignificante – 1 ftIT = 0,999998 ftUS esatti, una differenza di 3⁄8 pollice (9,5 mm) per miglio, ma influenza la definizione dei Sistemi di Coordinate Piane Statali (SPCS), che si sviluppano su diverse centinaia di miglia.
Il NAD27 è stato rimpiazzato negli anni 80 dal NAD83, definito in metri, anche gli SPCS sono stati aggiornati, ma il National Geodetic Survey ha lasciato ai singoli stati federati la decisione di quale definizione di piede usare. Tutti gli SPCS sono definiti in metri, ma 7 stati li definiscono anche in US survey foot e 8 stati invece in piedi internazionali: gli altri 42 stati usano SPCS basati solo sul metro.

La legislazione dei singoli stati è importante per determinare il fattore di conversione da utilizzare per le operazioni di misurazione dei terreni nelle valutazioni immobiliari, anche se la differenza pari a 2 ppm non ha alcun significato pratico data la precisione delle normali misure di rilevamento su brevi distanze (di solito inferiori ad un miglio). Ventiquattro stati hanno legiferato che le misure di rilevamento devono basarsi sul US survey foot, otto hanno legiferato che siano effettuate sulla base del piede internazionale e diciotto non lo hanno precisato.

## Unità di superficie
| Unità                                                   | Divisioni            | Equivalente SI |
| ------------------------------------------------------- | -------------------- | -------------- |
| Relazioni esatte in grassetto                           |                      |                |
| 1 piede quadrato (square foot, sq ft o ft2)             | 144 in2              | 0,09290341 m²  |
| 1 catena quadrata (sq ch o ch2)                         | 4356 ft² o 16 rd2    | 404,6873 m²    |
| 1 acro (acre, ac)                                       | 43560 ft² o 10 ch2   | 4046,873 m²    |
| 1 section                                               | 640 ac o 1 mi²       | 2,589998 km²   |
| 1 borgata topografica (survey township, twp)            | 36 sections o 4 lea2 | 93,23993 km²   |
| NB. fanno riferimento al piede topografico statunitense |                      |                |

La più diffusa unità per la misura di superficie con un nome non legato ad altre unità è l'acro. Il NIST sostiene che le unità di area consuetudinarie sono definite in termini di survey foot quadrato e non di piede internazionale quadrato. I fattori di conversione sono ricavati da Astin (July 27, 1968) e NIST (2008).

## Unità di capacità e volume
| Volume in generale                         | Volume in generale | Volume in generale                |
| Unità                                      | Divisioni          | Equivalente SI                    |
| ------------------------------------------ | ------------------ | --------------------------------- |
| 1 pollice cubico (cubic inch, cu in o in3) |                    | 16,387064 mL                      |
| 1 piede cubico (cu ft o ft3)               | 1728 in³           | 28,31685 L                        |
| 1 iarda cubica (cu yd o yd3)               | 27 cu ft           | 764,554857984 L 0,764554857984 m³ |
| 1 piede acro (acre-foot, ac ft)            | 43560 cu ft        | 1,233482 ML 1233,482 m³           |

Il pollice cubico, piede cubico e la iarda cubica sono comunemente usati per misurare il volume. Inoltre, vi è un gruppo di unità per volumi di liquidi e uno per volumi di materiale secco.

Inoltre il pollice cubico, piede cubico e la iarda cubica, sono quantitativamente diversi dalle stesse unità del sistema imperiale, anche se i nomi sono uguali. Inoltre, mentre gli Stati Uniti hanno sistemi separati per misurare i volumi di liquidi e materiale secco, il sistema imperiale ha un solo insieme di unità per entrambi.

### Volume di liquidi
| Volume liquido                                                          | Volume liquido       | Volume liquido     |
| ----------------------------------------------------------------------- | -------------------- | ------------------ |
| Unità di misura molto comuni in corsivo Conversione esatta in grassetto |                      |                    |
| Unità                                                                   | Divisioni            | Equivalente SI     |
| 1 minim (min)                                                           |                      | 61,611519921875 μL |
| 1 dramma liquida (US fluid dram, fl dr)                                 | 60 min               | 3,6966911953125 mL |
| 1 cucchiaio da tè (teaspoon, tsp)                                       | 80 min               | 4,92892159375 mL   |
| 1 cucchiaio da tavola (tablespoon, Tbsp)                                | 3 tsp o 4 fl dr      | 14,78676478125 mL  |
| 1 oncia liquida (US fluid ounce, fl oz)                                 | 2 Tbsp               | 29,5735295625 mL   |
| 1 cicchetto (US shot, jig)                                              | 3 Tbsp               | 44,36029434375 mL  |
| 1 US gill (gi)                                                          | 4 fl oz              | 118,29411825 mL    |
| 1 tazza (US cup, cp)                                                    | 2 gi o 8 fl oz       | 236,5882365 mL     |
| 1 pinta (US liquid pint, pt)                                            | 2 cp                 | 473,176473 mL      |
| 1 quarto (US liquid quart, qt)                                          | 2 pt                 | 0,946352946 L      |
| 1 gallone (US liquid gallon, gal)                                       | 4 qt o 231 in3       | 3,785411784 L      |
| 1 barile (liquid barrel, bbl)                                           | 31.5 gal o 1/2 hhd   | 119,240471196 L    |
| 1 barile di petrolio (oil barrel, bo)                                   | 42 gal o 2/3 hhd     | 158,987294928 L    |
| 1 hogshead (hhd)                                                        | 63 gal o 8 27/64 ft3 | 238,480942392 L    |

L'oncia liquida statunitense (abbr. fl oz) è 1/16 di pinta, 1/32 di quarto e 1/128 gallone. Il cucchiaio da tè, il cucchiaio da tavola, la tazza sono 1/6, 1/2, e 8 fl oz rispettivamente. L'oncia liquida deve il suo nome al fatto di essere originariamente il volume di un'oncia avoirdupois (abbr. oz av) di acqua, ma negli USA è definita come 1/128 di gallone.
Di conseguenza 1 fl oz di acqua pesa 1,041 oz av, da ciò il detto «una pinta è una libbra in tutto il mondo» riferendosi a una pinta americana d'acqua che equivale a 16 fl oz americane che pesano circa 16 oz av, ovvero una libbra, ma curiosamente una pinta imperiale d'acqua equivale a 20 oz fl imperiali che pesano circa 20 oz av ovvero una libbra e un quarto, smentendo il detto.

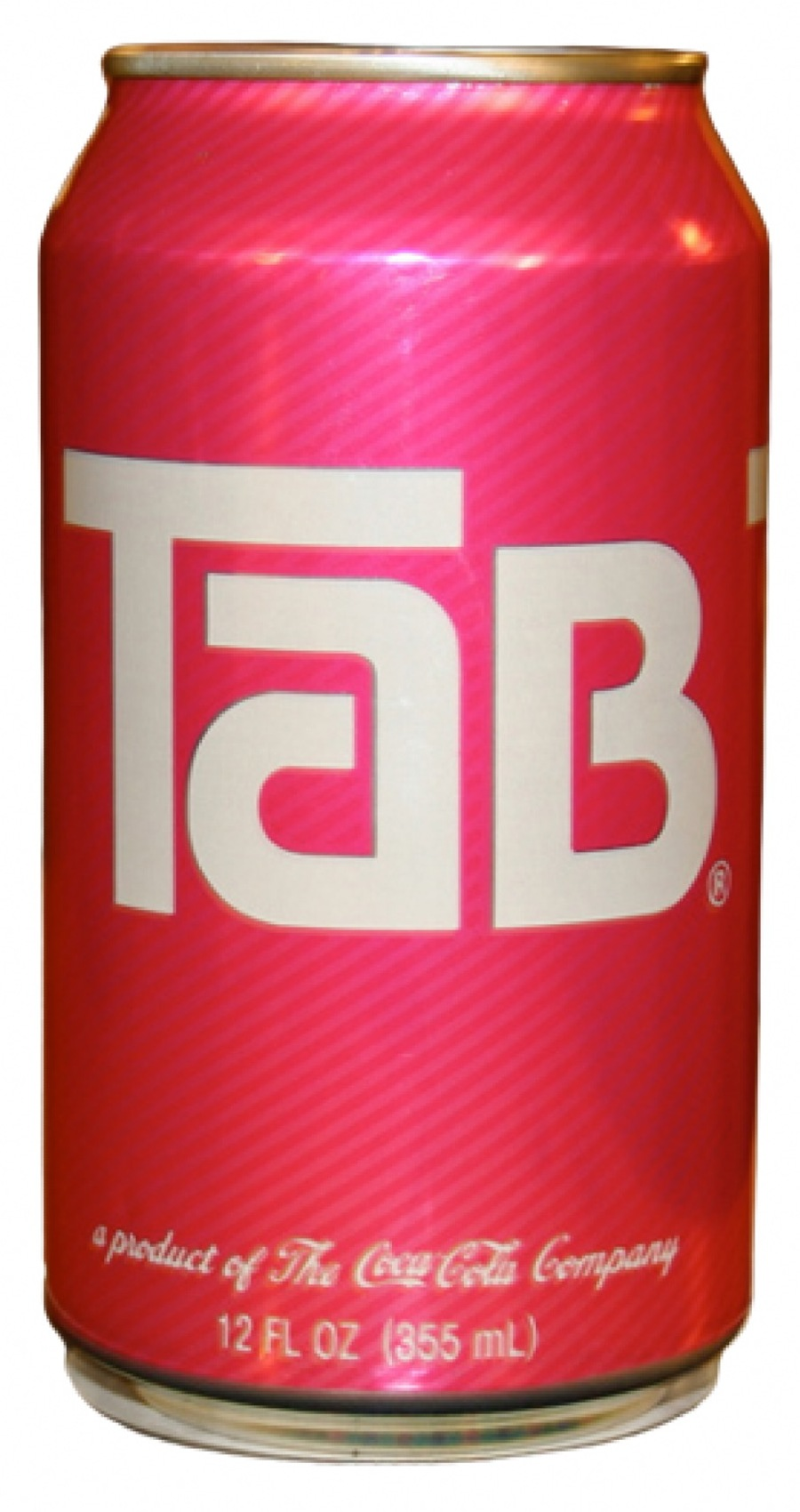
Una lattina da 12 fl oz (355 mL) mostra sia le unità metriche sia quelle consuetudinarie

Ci sono diversi standard per il barile per specifiche merci, equivale a 31 gal di birra, 40 gal di whisky o cherosene o 42 gal di petrolio. Lo standard generale per i liquidi è che 31,5 gal o ½ hogshead sono un barile. La misura comune di 55 gal per un fusto per immagazzinare e trasportare vari prodotti e rifiuti è a volte confuso con il barile, anche se non è una misura standard.
Negli Stati Uniti, singole confezioni di bevande sono in genere misurate in once fluide. Il latte è di solito venduto in mezze pinte (8 fl oz), pinte, quarti, mezzi galloni, e galloni. I volumi d'acqua per lavandini, vasche da bagno, vasche, piscine, ecc, è di norma indicato in galloni o piedi cubici. Le quantità di gas di solito sono indicate in piedi cubici (ad una atmosfera). Il minim, la dramma e il gill sono raramente utilizzati attualmente. Il gill è spesso definito come "mezza tazza".

### Volume secco
| Volume secco               | Volume secco | Volume secco   |
| Unità                      | Divisioni    | Equivalente SI |
| -------------------------- | ------------ | -------------- |
| 1 pinta (pt)               | 33.60 in3    | 550,6105 cm³   |
| 1 quarto (qt)              | 2 pt         | 1,101221 dm³   |
| 1 gallone (gal)            | 4 qt         | 4,404884 dm³   |
| 1 peck (pk)                | 2 gal        | 8,809768 dm³   |
| 1 staio (bushel, bu)       | 4 pk         | 35,23907 dm³   |
| 1 barile (dry barrel, bbl) | 7056in3      | 115,6271 dm³   |

Piccoli frutti e vegetali sono spesso venduti in pinte e quarti secchi. Il gallone secco americano è meno usato e non è stato incluso nel manuale che molti stati della federazione riconoscono come l'autorità in materia di diritto sulla misurazione, il NIST Handbook 44. Comunque peck o bushel sono alle volte usati—in particolare per uva, mele e frutti simili nelle regioni agricole.

## Unità di massa
| Tipo                                                                                | Unità                                     | Divisioni             | Equivalenti SI    |
| ----------------------------------------------------------------------------------- | ----------------------------------------- | --------------------- | ----------------- |
| Avoirdupois                                                                         | 1 grano (grain gr)                        | 1/7000 lb             | 64,79891 mg       |
| Avoirdupois                                                                         | 1 dramma (dr)                             | 2711/32 gr (8,859 kt) | 1,7718451953125 g |
| Avoirdupois                                                                         | 1 oncia (oz o oz av)                      | 16 dr                 | 28,349523125 g    |
| Avoirdupois                                                                         | 1 libbra (pound, lb o lb av)              | 16 oz                 | 453,59237 g       |
| Avoirdupois                                                                         | 1 quintale americano (hundredweight, cwt) | 100 lb                | 45,359237 kg      |
| Avoirdupois                                                                         | 1 quintale inglese (long hundredweight)   | 112 lb                | 50,80234544 kg    |
| Avoirdupois                                                                         | 1 ton (short ton)                         | 20 US cwt o 2000 lb   | 907,18474 kg      |
| Avoirdupois                                                                         | 1 long ton                                | 20 long cwt o 2240 lb | 1016,0469088 kg   |
| Troy                                                                                | 1 grano (gr)                              | 1/5760 lb t           | 64,79891 mg       |
| Troy                                                                                | 1 pennyweight (dwt)                       | 24 gr (7,776 kt)      | 1,55517384 g      |
| Troy                                                                                | 1 oncia troy (oz t)                       | 20 dwt                | 31,1034768 g      |
| Troy                                                                                | 1 libbra troy (lb t)                      | 12 oz t (13.17 oz av) | 373,2417216 g     |
| Le unità più comuni sono scritte in corsivo Le conversioni esatte sono in grassetto |                                           |                       |                   |

Ci sono stati storicamente cinque diversi sistemi inglesi di massa: tower, apothecary, troy, avoirdupois e metrico. Di questi, il peso avoirdupois è il sistema più utilizzato negli Stati Uniti, anche se il peso troy è ancora usato per i metalli preziosi. Il peso apothecary, un tempo usato dai farmacisti, è stato in gran parte sostituito dalle unità metriche. Il peso tower cadde in disuso in Inghilterra (a causa della proibizione legale nel 1527) secoli fa, e non è mai stato utilizzato negli Stati Uniti. Il sistema imperiale, che è ancora usato per alcune misure nel Regno Unito e in altri paesi del Commonwealth, si basa sul sistema avoirdupois, con variazioni dalle unità adottate negli USA più grandi di una libbra.
La libbra avoirdupois, che è alla base del sistema di unità consuetudinarie statunitensi per la massa, è definita esattamente 453,592 g da un accordo tra USA, Regno Unito e altri paesi di lingua inglese nel 1959. Le altre unità di massa sono definite in base ad essa.
La libbra avoirdupois è legalmente definita come misura di massa, ma con il termine libbra si designa anche un'unità di forza. In alcuni contesti infatti designa la libbra-forza. Lo slug designa un'altra unità di massa derivata dalla libbra-forza.
Le masse troy, avoirdupois e apothecary sono tutte costruite dalla stessa unità base, il grano, uguale per tutti e tre i sistemi. Tuttavia, mentre ogni sistema ha qualche sovrapposizione nei nomi delle proprie unità di misura (tutti hanno once e libbre), il rapporto tra il grano e tali altre unità all'interno di ciascun sistema varia. Per esempio, nel sistema troy e apothecary, la libbra e l'oncia sono uguali, ma sono diverse dalla libbra e oncia avoirdupois in termini di relazioni con i grani e le une con le altre. I sistemi hanno anche unità diverse tra il grano e oncia (l'apothecary prevede lo scrupolo e la dramma, il troy prevede il pennyweight e l'avoirdupois prevede solo la dramma). Il dramma avoirdupois pesa poco meno della metà della dramma apothecary. La dramma liquida è il volume di una massa d'acqua di una dramma apothecary.
Per ridurre la confusione, è tipico quando si menzionano masse non-avoirdupois di affiancare il nome del sistema all'unità. La massa dei metalli preziosi è espressa, per esempio, in "once troy" poiché solo once sarebbe interpretato come once avoirdupois.
Per la libbra e le unità più piccole, le unità americane e britanniche sono identiche. Comunque differiscono per le unità più grandi della libbra.
In USA, solo l'oncia, la libbra e il short ton (conosciuto nel paese semplicemente come ton) sono usati comunemente, sebbene l'hundredweight è ancora usato nell'agricoltura e spedizioni via mare. Il grano è usato per descrivere la massa di propellente e proiettili di armi da fuoco di piccolo calibro, è usato anche per misurare la massa dei farmaci e altre piccole masse.

### Misure del grano
In agricoltura, un bushel è un volume fisso di 2 150,42 pollici cubici. La massa del grano varia a seconda della densità. Alcuni valori nominali di masse sono ad esempio:
- 1 bushel (granturco) = 56 lb = 25,4012 kg
- 1 bushel (frumento) = 60 lb = 27,2155 kg
- 1 bushel (orzo) = 48 lb = 21,7724 kg

In termini commerciali, il bushel è usato per riferirsi a questi pesi nominali, sebbene variabili. Per l'avena in Canada si utilizza un bushel da 34 lb mentre negli Stati Uniti si utilizza un bushel da 32 lb.

## Misure in cucina
| Misura              | Australia | Canada | UK         | USA        | FDA    |
| ------------------- | --------- | ------ | ---------- | ---------- | ------ |
| Cucchiaio da tè     | 5 mL      | 5 mL   | 4,74 mL    | 4,93 mL    | 5 mL   |
| Cucchiaio da dolce  | 10 mL     | —      | 9,47 mL    | —          | —      |
| Cucchiaio da tavola | 20 mL     | 15 mL  | 14,21 mL   | 14,79 mL   | 15 mL  |
| Oncia liquida       | —         | —      | 28,41 mL   | 29,57 mL   | 30 mL  |
| Tazza (cup)         | 250 mL    | 250 mL | 284,13 mL  | 236,59 mL  | 240 mL |
| Pinta               | —         | —      | 568,26 mL  | 473,18 mL  | —      |
| Quarto              | —         | —      | 1136,52 mL | 946,35 mL  | —      |
| Gallone             | —         | —      | 4546,09 mL | 3785,41 mL | —      |

Le misure più comuni in cucina per ingredienti liquidi e secchi in USA (e in molti altri paesi) sono il cucchiaino da tavola, cucchiaio da tè e la tazza, insieme a metà, terzi, quarti e ottavi di questi. Sono anche utilizzate libbre, once, once fluide, e dimensioni comuni, come ad esempio (variabili a seconda del prodotto) il vasetto, il quadratino (1 oncia (28 g) cioccolato), il panetto (4 oncia (110 g) di burro) o frutta/verdura (per esempio, un mezzo limone, due cipolle medie etc).
Alcune misure di volume comuni in paesi di lingua inglese vengono riportate a destra. Le misure volumetriche sono solo a scopo indicativo.

## Unità di temperatura
I gradi Fahrenheit (simbolo °F) sono usati in USA per misurare le temperature in molti contesti non scientifici. La scala Rankine di temperatura assoluta è usata qualche volta in termodinamica. Gli scienziati di tutto il mondo usano il kelvin e il grado Celsius (simbolo °C). Diversi standard tecnici esprimono le temperature in gradi Fahrenheit e gli operatori sanitari statunitensi spesso usano i gradi Fahrenheit per la temperatura corporea.
La relazione tra le differenti scale di temperatura è lineare, ma lo zero è posto in punti diversi, quindi la conversione non è una semplice moltiplicazione per un fattore: l'acqua pura congela a 32 °F equivalente a 0 °C e bolle a 212 °F equivalente a 100 °C alla normale pressione atmosferica (101,3 kPa; la formula di conversione è la seguente:
{\textstyle {\text{°F}}={\frac {9}{5}}\times {\text{°C}}+32} o invertendo {\textstyle {\text{°C}}={\frac {5}{9}}\times ({\text{°F}}-32)}.

## Altre unità
- 1 board-foot = 1 ft × 1 ft × 1 in = 2,360 dm³
- 1 British thermal unit (Btu) ≈ 1055 J
- 1 piede per libbra (t·lbf) ≈ 1,356 J
- 1 mano (hand, hh) = 10,16 cm
- 1 HP (horsepower) ≈ 745,7 W
- 1 R-value in {\textstyle \left[{\text{°F}}/{\frac {\text{btu/h}}{{\text{ft}}^{2}}}\right]} ≈ 0,1761 R-value in {\textstyle \left[{\frac {\text{K}}{{\text{W}}/{\text{m}}^{2}}}\right]}
- 1 slug = 1 {\textstyle {\frac {{\text{lb}}_{\text{f}}}{{\text{ft}}/{\text{s}}^{2}}}}
- 1 unità rack (rack unit, U) = 44,45 mm
- Varie combinazioni di unità sono di uso comune incluse le libbre per pollice quadrato (psi); queste sono semplicemente definite sulla base delle unità base di cui sopra.

Sistemi di dimensionamento sono utilizzati per vari articoli in commercio, molti dei quali sono specifici degli Stati Uniti:
- sistema di taglie statunitensi dei vestiti;
- sistema di dimensionamento dei fili AWG;
- la dimensione di una paletta (scoop) espressa in scoop per quart.

## Altri nomi delle unità consuetudinarie statunitensi
Lo United States Code si riferisce a queste unità come "sistemi tradizionali di pesi e misure".
Altri modi di riferirsi al sistema negli Stati Uniti sono: "Standard", "Consuetudinario", o erroneamente: "Imperiale", o "Inglese" (che si riferisce alle misure pre-riforma del 1824 usate in tutto l'impero britannico). Un altro termine è sistema piede–libbra–secondo (foot-pound-second, FPS) , in opposizione al sistema centimetro–grammo–secondo (CGS).
Strumenti e dispositivi di fissaggio con dimensioni misurate in pollici sono talvolta chiamati "bulloni SAE" o "chiavi SAE" per differenziarli dalle loro controparti metriche. La Society of Automotive Engineers originariamente ha sviluppato lo standard di fissaggio con le unità americane per l'industria automobilistica degli Stati Uniti, ma ora l'organizzazione utilizza unità metriche.